# Medasina objectaria
Medasina objectaria är en fjärilsart som beskrevs av Walker 1866. Medasina objectaria ingår i släktet Medasina och familjen mätare. Inga underarter finns listade i Catalogue of Life.